# 戈迪亚斯科
戈迪亚斯科（義大利語：Godiasco），是意大利帕维亚省的一个市镇。总面积20.61平方公里，人口3171人，人口密度153.9人/平方公里（2009年）。国家统计（ISTAT）代码为018073。